# SNT홀딩스
SNT홀딩스(영어: SNT Holdings)는 대한민국의 기업집단으로, SNT에너지, SNT중공업, SNT모티브 등을 계열사로 보유하고 있다.